# Liste des TNA World Tag Team Champions
Cet article présente la liste des détenteurs du TNA World Tag Team Championship, championnat de catch de la Total Nonstop Action Wrestling, créé en 2007.

## Historique
Le titre a connu un total de 47 champions différents pour un total de 69 règnes reconnus (plus un non officiel).

### Liste des champions
| #    | Catcheurs                                                         | Règnes | Date              | Jours     | Lieu                     | Évènement                        | Notes |
| ---- | ----------------------------------------------------------------- | ------ | ----------------- | --------- | ------------------------ | -------------------------------- | --- |
| 1    | Team 3D (Brother Devon et Brother Ray)                            | 1er    | 17 mai 2007       | 59 jours  | Orlando, FL              | TNA Today                        | Team 3D étaient reconnus comme les champions à la suite de leur statut de NWA World Tag Team Champions quand la NWA retirait ses titres de la TNA. |
| 2    | Samoa Joe                                                         | 1er    | 15 juillet 2007   | 28 jours  | Orlando, FL              | Victory Road 2007                | Joe était en équipe avec Kurt Angle. Ils obtiennent la victoire grâce à un tombé de Joe sur Ray, par la suite, Samoa Joe décida d'être champion seul.                                                                                                   |
| 3    | Kurt Angle                                                        | 1er    | 12 août 2007      | 15 jours  | Orlando, FL              | Hard Justice 2007                | C'était un match où tous les titres étaient en jeu, le TNA World Heavyweight Championship et le IWGP World Heavyweight Championship de Kurt Angle, ainsi que le TNA X Division Championship et les World Tag Team Championships de Samoa Joe.           |
| 4    | Kurt Angle et Sting                                               | 1er    | 27 août 2007      | 28 jours  | Orlando, FL              | Hard Justice 2007                | Deux semaines plus tard, Sting devient son partenaire en gagnent un Fatal 4-Way Match face à Samoa Joe, Christian Cage et A.J. Styles. |
| 5    | Team Pacman (Adam Jones et Ron Killings)                          | 1er    | 9 septembre 2007  | 35 jours  | Orlando, FL              | No Surrender 2007                | [ 3 ] |
| 6    | Christian's Coalition (AJ Styles et Tomko)                        | 1er    | 14 octobre 2007   | 184 jours | Orlando, FL              | Bound for Glory 2007             | Rasheed Lucius Creed a remplacé Adam Jones pour ce match. |
| 7    | Kaz et Super Eric                                                 | 1er    | 17 avril 2008     | 0         | Orlando, FL              | TNA Impact!                      | Le match vu diffusé le 17 avril 2008, mais les titres leur fut retirés car Super Eric niais sa vraie identité. Ce règne fut ne fut pas reconnu. |
| —    | Vacant                                                            | —      | 17 avril 2008     | —         | Orlando, FL              | TNA Impact!                      | |
| 8    | The Latin American Xchange (Homicide et Hernandez)                | 1er    | 11 mai 2008       | 91 jours  | Orlando, FL              | Sacrifice 2008                   | Ont remporté les titres à Sacrifice 2008 dans la finale d'un tournoi face à la Team 3D. |
| 9    | Beer Money, Inc. (James Storm et Bobby Roode)                     | 1er    | 10 août 2008      | 128 jours | Trenton, NJ              | Hard Justice 2008                | [ 7 ] |
| 10   | Lethal Consequences (Consequences Creed et Jay Lethal)            | 1er    | 16 décembre 2008  | 26 jours  | Orlando, FL              | TNA Impact!                      | Lethal choisit comme partenaire Consequences Creed pour utiliser sont Feast of Fired contrat. |
| 11   | Beer Money, Inc. (James Storm et Bobby Roode)                     | 2e     | 11 janvier 2009   | 98 jours  | Charlotte, NC            | Genesis 2009                     | [ 9 ] |
| 12   | Team 3D (Brother Devon et Brother Ray)                            | 2e     | 19 avril 2009     | 63 jours  | Philadelphie, PE         | Lockdown 2009                    | C'était un Philadelphie Street Fight Match où les IWGP Tag Team Championships étaient aussi en jeu. |
| 13   | Beer Money, Inc. (James Storm et Bobby Roode)                     | 3e     | 21 juin 2009      | 28 jours  | Auburn Hills, MI         | Slammiversary 2009               | [ 11 ] |
| 14   | The Main Event Mafia (Booker T et Scott Steiner)                  | 1er    | 19 juillet 2009   | 91 jours  | Orlando, FL              | Victory Road 2009                | [ 12 ] |
| 15   | The British Invasion (Brutus Magnus et Doug Williams)             | 1er    | 18 octobre 2009   | 91 jours  | Orlando, FL              | Bound for Glory 2009             | C'était un four way Full Metal Mayhem Tag Team match qui incluait aussi Beer Money, Inc. et la Team 3D. La Team 3D défendait aussi les IWGP Tag Team Championships.                                                                                     |
| 16   | Hernandez (2) et Matt Morgan                                      | 1er    | 17 janvier 2010   | 78 jours  | Orlando, FL              | Genesis 2010                     | [ 14 ] |
| (17) | Matt Morgan (2)                                                   | 1er    | 5 avril 2010      | 29 jours  | Orlando, FL              | TNA Impact!                      | Matt Morgan se déclare seul champion après avoir trahi et blessé son partenaire. |
| 17   | The Band (Eric Young (2), Kevin Nash et Scott Hall)               | 1er    | 4 mai 2010        | 41 jours  | Orlando, FL              | TNA Impact!                      | Nash encaisse son contrat Feast or Fired et choisit Hall comme partenaire, ils battent ensemble Matt Morgan. Le show a été diffusé le 13 mai 2010. Young et lui aussi reconnu comme champion avec Nash et Hall après avoir défendu le titre avec Nash,. |
| —    | Vacant                                                            | —      | 17 juin 2010      | —         | Orlando, FL              | TNA Impact!                      | L'équipe dû rendre les titres à la suite du congédiement de Hall,. |
| 18   | The Motor City Machine Guns (Alex Shelley et Chris Sabin)         | 1er    | 11 juillet 2010   | 182 jours | Orlando, FL              | Victory Road 2010                | Ont battu les Beer Money Inc pour remporter les titres vacants. |
| 19   | Beer Money, Inc. (James Storm et Bobby Roode)                     | 4e     | 9 janvier 2011    | 212       | Orlando, FL              | Genesis 2011                     | En mai 2011, Robert Roode change son nom en Bobby Roode. |
| 20   | Mexican America (Anarquia et Hernandez(3))                        | 1er    | 9 août 2011       | 97        | Orlando, FL              | Impact Wrestling                 | Ont remporté les titres lors d'un match retour grâce à Sarita et Rosita,. |
| 21   | Matt Morgan (3) et Crimson                                        | 1er    | 17 novembre 2011  | 90        | Orlando, FL              | Impact Wrestling                 | |
| 22   | Samoa Joe (2) et Magnus (2)                                       | 1er    | 12 février 2012   | 91        | Orlando, FL              | Against All Odds (2012)          | |
| 23   | Christopher Daniels et Kazarian (2)                               | 1er    | 13 mai 2012       | 28        | Orlando, FL              | Sacrifice (2012)                 | |
| 24   | Kurt Angle (2) et AJ Styles (2)                                   | 1er    | 10 juin 2012      | 18        | Arlington, TX            | Slammiversary X                  | |
| 25   | Christopher Daniels (2) et Kazarian (3)                           | 2e     | 28 juin 2012      | 108       | Orlando, FL              | Impact Wrestling                 | |
| 26   | Chavo Guerrero et Hernandez (4)                                   | 1er    | 14 octobre 2012   | 103       | Phoenix, AZ              | Bound for Glory (2012)           | |
| 27   | Austin Aries et Bobby Roode (5)                                   | 1er    | 25 janvier 2013   | 76        | Manchester, Angleterre   | Impact Wrestling                 | Diffusé le 7 février 2013. |
| 28   | Chavo Guerrero et Shawn Hernandez (5)                             | 2e     | 11 avril 2013     | 52        | Orlando, FL              | Impact Wrestling                 | |
| 29   | James Storm (5) et Gunner                                         | 1er    | 2 juin 2013       | 140       | Orlando, FL              | Slammiversary XI                 | |
| 30   | The BroMans (Jessie Godderz et Robbie E)                          | 1er    | 20 octobre 2013   | 126       | San Diego, Californie    | Bound for Glory (2013)           | |
| 31   | The Wolves (Davey Richards et Eddie Edwards)                      | 1er    | 23 février 2014   | 7         | Morgantown, Virginie     | House show                       | |
| 32   | The BroMans (Jessie Godderz et Robbie E)                          | 2e     | 2 mars 2014       | 56        | Tokyo, Japon             | Outbreak                         | |
| 33   | The Wolves (Davey Richards et Eddie Edwards)                      | 2e     | 27 avril 2014     | 145       | Orlando, Floride         | Sacrifice (2014)                 | |
| 34   | The Revolution (Abyss et James Storm (6))                         | 1er    | 19 septembre 2014 | 133       | Bethlehem, Pennsylvanie  | Impact Wrestling                 | Diffusé le 12 novembre 2014. |
| 35   | The Wolves (Davey Richards et Eddie Edwards)                      | 3e     | 30 janvier 2015   | 42        | Manchester, Angleterre   | Impact Wrestling                 | Diffusé le 6 mars 2015. |
| —    | Vacant                                                            | —      | 13 mars 2015      | —         | Orlando, FL              | Impact Wrestling                 | L'équipe dut rendre les titres à la suite de la blessure de Eddie Edwards. |
| 36   | The Hardys (Jeff Hardy et Matt Hardy)                             | 1er    | 16 mars 2015      | 53        | Orlando, FL              | Impact Wrestling                 | Diffusé le 17 avril 2015. |
| —    | Vacant                                                            | —      | 8 mai 2015        | —         | Orlando, FL              | Impact Wrestling                 | L'équipe dut rendre les titres à la suite de la blessure de Jeff Hardy. |
| 37   | The Wolves (Davey Richards et Eddie Edwards)                      | 4e     | 25 juin 2015      | 33        | Orlando, Floride         | Impact Wrestling                 | Diffusé le 1er juillet 2015. |
| 38   | Brian Myers et Trevor Lee                                         | 1er    | 28 juillet 2015   | 1         | Orlando, Floride         | Impact Wrestling                 | Diffusé le 2 septembre 2015. |
| 39   | The Wolves (Davey Richards et Eddie Edwards)                      | 5e     | 29 juillet 2015   | 186 jours | Orlando, Floride         | Impact Wrestling                 | Diffusé le 9 septembre 2015 |
| 40   | Beer Money, Inc. (James Storm (7) et Bobby Roode (6))             | 5e     | 31 janvier 2016   | 48 jours  | Birmingham, Angleterre   | Impact Wrestling                 | Le match sera diffusé le 8 mars 2016. |
| 41   | The Decay (Abyss (2) et Crazzy Steve)                             | 1er    | 19 mars 2016      | 197 jours | Orlando, Floride         | Impact Wrestling                 | Le match sera diffusé 19 avril 2016. |
| 42   | The Broken Hardys (Brother Nero et Broken Matt Hardy)             | 2e     | 2 octobre 2016    | 152 jours | Orlando, Floride         | Bound For Glory 2016             | Dans un No Disqualification Match surnommé The Great War |
| —    | Vacant                                                            | —      | 3 mars 2017       | —         | Orlando, Floride         | Impact Wrestling                 | Après le départ des Broken Hardys les titres sont vacants. |
| 43   | The Latin American Xchange (Santana & Ortiz)                      | 1er    | 4 mars 2017       | 169 jours | Orlando, Floride         | Impact Wrestling                 | Dans un Four Corners Match, diffusé le 30 mars 2017. |
| 44   | Ohio Versus Everything (Jake et Dave Crist)                       | 1er    | 20 août 2017      | 81 jours  | Orlando, Floride         | Impact Wrestling                 | Diffusé le 28 septembre 2017. |
| 45   | The Latin American Xchange (Santana & Ortiz)                      | 2e     | 9 novembre 2017   | 169       | Orlando, Floride         | Impact Wrestling                 | Diffusé le 4 janvier. |
| 46   | Eli Drake et Scott Steiner (2)                                    | 1er    | 22 avril 2018     | 2         | Orlando, Floride         | Redemption                       | Eli Drake encaisse sa mallette Feast or Fired. |
| 47   | Z&E (Andrew Everett et DJZ)                                       | 1er    | 24 avril 2018     | 2 jours   | Orlando, Floride         | Impact Wrestling                 | Diffusé le 17 mai 2018. |
| 48   | The Latin American Xchange (Santana & Ortiz)                      | 3e     | 26 avril 2018     | 261 jours | Orlando, Floride         | Impact Wrestling                 | Diffusé le 21 juin 2018. |
| 49   | The Lucha Brothers (Pentagón Jr. & Fénix)                         | 1er    | 12 janvier 2019   | 106 jours | Mexico, Mexique          | Impact Wrestling                 | L'épisode fut diffusé le 8 février 2019. |
| 50   | The Latin American Xchange (Santana & Ortiz)                      | 4e     | 28 avril 2019     | 68 jours  | Toronto, Ontario, Canada | Rebellion                        | C'était un Full Metal Mayhem match. |
| 51   | The North (Ethan Page & Josh Alexander)                           | 1er    | 5 juillet 2019    | 380 jours | San Antonio, Texas       | Impact Wrestling Bash at Brewery | Ce fut le plus long règne de l'histoire d'Impact. |
| 52   | The Motor City Machine Guns (Alex Shelley et Chris Sabin)         | 2e     | 19 juillet 2020   | 97 jours  | Nashville, Tennessee     | Impact Wrestling                 | Diffusé le 21 juillet 2020 |
| 53   | The North (Ethan Page & Josh Alexander)                           | 2e     | 24 octobre 2020   | 21 jours  | Nashville, Tennessee     | Bound for Glory (2020)           | |
| 54   | The Good Brothers (Doc Gallows & Karl Anderson)                   | 1er    | 14 novembre 2020  | 119 jours | Nashville, Tennessee     | Turning Point (2020)             | ,. |
| 55   | FinJuice (David Finlay et Juice Robinson)                         | 1er    | 13 mars 2021      | 68 jours  | Nashville, Tennessee     | Sacrifice (2021)                 | ,. |
| 56   | Violent by Design (Deaner, Joe Doering et Rhino)                  | 1er    | 20 mai 2021       | 59 jours  | Nashville, Tennessee     | Impact!                          | Rhino encaisse son opportunité Call Your Shot Trophy,. |
| 57   | The Good Brothers (Doc Gallows & Karl Anderson)                   | 2e     | 17 juillet 2021   | 231 jours | Nashville, Tennessee     | Slammiversary (2021)             | C'était un Four-Way tag team match impliquant aussi Rich Swann & Willie Mack et No Way et Fallah Bahh. |
| 58   | Violent by Design (Deaner (2), Eric Young (3) et Joe Doering (2)) | 1er    | 5 mars 2022       | 63 jours  | Louisville, Kentucky     | Sacrifice (2022)                 | . |
| 59   | The Briscoe Brothers (Jay Briscoe et Mark Briscoe)                | 1er    | 7 mai 2022        | 43 jours  | Newport, Kentucky        | Under Siege (2022)               | |
| 60   | The Good Brothers (Doc Gallows & Karl Anderson)                   | 3e     | 19 juin 2022      | 68 jours  | Nashville, Tennessee     | Slammiversary (2022)             | |
| 61   | The Kingdom (Matt Taven et Mike Bennett)                          | 1er    | 26 août 2022      | 43 jours  | Dallas, Texas            | Impact!                          | Diffusé le 1er septembre 2022. |
| 62   | Heath et Rhino (2)                                                | 1er    | 8 octobre 2022    | 62 jours  | Albany, New York         | Impact!                          | Diffusé le 20 octobre 2022. |
| 63   | The Motor City Machine Guns (Alex Shelley et Chris Sabin)         | 3e     | 9 décembre 2022   | 78 jours  | Pembroke Pines, Floride  | Impact!                          | Diffusé le 15 décembre 2022. |
| 64   | ABC (Ace Austin et Chris Bey)                                     | 1er    | 25 février 2023   | 140 jours | Las Vegas, Nevada        | Impact!                          | Diffusé le 2 février 2023. |
| 65   | SubCulture (Flash Morgan Webster et Mark Andrews)                 | 1er    | 15 juillet 2023   | 43 jours  | Windsor, Ontario         | Slammiversary (2023)             | |
| 66   | The Rascalz (Trey Miguel et Zachary Wentz)                        | 1er    | 27 août 2023      | 55 jours  | Toronto, Ontario         | Emergence (2023)                 | |
| 67   | ABC (Ace Austin et Chris Bey)                                     | 2e     | 21 octobre 2023   | 139 jours | Cicero (Illinois)        | Bound for Glory (2023)           | [ 35 ] |
| 68   | The System (Brian Myers et Eddie Edwards (6))                     | 1er    | 8 mars 2024       | 134 jours | Windsor (Ontario)        | Sacrifice (2024)                 | |
| 69   | ABC (Ace Austin et Chris Bey)                                     | 3e     | 20 juillet 2024   | 55 jours  | Montréal                 | Slammiversary (2024)             | [ 36 ] |
| 70   | The System (Brian Myers et Eddie Edwards (7))                     | 2e     | 13 septembre 2024 | 43 jours  | Cleveland, Ohio          | Victory Road (2024)              | |
| 71   | The Hardys (Jeff Hardy et Matt Hardy)                             | 3e     | 26 octobre 2024   | 269 jours | Detroit, Michigan        | Bound for Glory (2024)           | |

## Liste des règnes combinés
Au 22 juillet 2025

### Par équipe
| Rang | équipes                                                                    | Règnes | Jours |
| ---- | -------------------------------------------------------------------------- | ------ | ----- |
| 1    | The Latin American Xchange (Ortiz & Santana)                               | 4      | 662   |
| 2    | Beer Money, Inc. (Bobby Roode & James Storm)                               | 5      | 514   |
| 3    | The Good Brothers (Doc Gallows & Karl Anderson)                            | 3      | 418   |
| 4    | The Wolves (Davey Richards & Eddie Edwards)                                | 5      | 413   |
| 5    | The North (Ethan Page & Josh Alexander)                                    | 2      | 401   |
| 6    | The Motor City Machine Guns (Alex Shelley et Chris Sabin)                  | 3      | 357   |
| 7    | ABC (Ace Austin et Chris Bey)                                              | 3      | 334   |
| 8    | The Hardys (Jeff Hardy & Matt Hardy)                                       | 3      | 474   |
| 9    | Decay (Abyss & Crazzy Steve)                                               | 1      | 197   |
| 10   | Christian's Coalition (A.J. Styles & Tomko)                                | 1      | 184   |
| 11   | The BroMans (Robbie E et Jessie Godderz)                                   | 2      | 182   |
| 12   | The System (Brian Myers & Eddie Edwards)                                   | 2      | 176   |
| 13   | Chavo Guerrero Jr. & Hernandez                                             | 2      | 155   |
| 14   | Gunner et James Storm                                                      | 1      | 140   |
| 15   | The World Tag Team Champions of the World (Christopher Daniels & Kazarian) | 2      | 136   |
| 16   | The Revolution (Abyss & James Storm)                                       | 1      | 133   |
| 17   | Team 3D (Brother Devon & Brother Ray)                                      | 2      | 122   |
| 18   | The Lucha Brothers (Pentagón Jr. & Fénix)                                  | 1      | 106   |
| 19   | Mexican America (Anarquia & Hernandez)                                     | 1      | 97    |
| 20   | The British Invasion (Brutus Magnus & Doug Williams)                       | 1      | 91    |
| 20   | The Latin American Xchange (Hernandez & Homicide)                          | 1      | 91    |
| 20   | Magnus & Samoa Joe                                                         | 1      | 91    |
| 20   | The Main Event Mafia (Booker T et Scott Steiner)                           | 1      | 91    |
| 24   | Crimson et Matt Morgan                                                     | 1      | 90    |
| 25   | Ohio Versus Everything (Dave Crist et Jake Crist)                          | 1      | 81    |
| 26   | Hernandez et Matt Morgan                                                   | 1      | 78    |
| 27   | The Dirty Heels (Bobby Roode & Austin Aries)                               | 1      | 76    |
| 28   | FinJuice (David Finlay & Juice Robinson)                                   | 1      | 68    |
| 29   | Violent by Design (Deaner, Eric Young et Joe Doering)                      | 1      | 63    |
| 30   | Heath et Rhino                                                             | 1      | 62    |
| 31   | Violent by Design (Deaner, Eric Young Joe Doering & Rhino)                 | 1      | 59    |
| 32   | The Briscoe Brothers (Jay Briscoe et Mark Briscoe)                         | 1      | 43    |
| 32   | The Kingdom (Matt Taven et Mike Bennett)                                   | 1      | 43    |
| 32   | SubCulture (Flash Morgan Webster et Mark Andrews)                          | 1      | 43    |
| 35   | The Rascalz (Trey Miguel et Zachary Wentz)                                 | 1      | 55    |
| 36   | The Band (Eric Young, Kevin Nash & Scott Hall)                             | 1      | 41    |
| 37   | Team Pacman (Adam Jones & Ron Killings)                                    | 1      | 35    |
| 38   | Matt Morgan                                                                | 1      | 29    |
| 39   | Samoa Joe                                                                  | 1      | 28    |
| 40   | Consequences Creed & Jay Lethal                                            | 1      | 26    |
| 41   | A.J. Styles & Kurt Angle                                                   | 1      | 18    |
| 42   | Kurt Angle                                                                 | 1      | 15    |
| 43   | Kurt Angle & Sting                                                         | 1      | 13    |
| 44   | DJ Z & Andrew Everett                                                      | 1      | 2     |
| 44   | Eli Drake & Scott Steiner                                                  | 1      | 2     |
| 46   | Brian Myers & Trevor Lee                                                   | 1      | 1     |
| 47   | Kaz & Eric Young/Super Eric                                                | 1      | <1    |

### Par catcheur
| Signe | Notes                       |
| ----- | --------------------------- |
|       | Travaille toujours à la TNA |

| Rang | catcheur                | No. de règnes | Jours combinés |
| ---- | ----------------------- | ------------- | -------------- |
| 1    | James Storm             | 7             | 788            |
| 2    | Ortiz                   | 4             | 662            |
| 2    | Santana                 | 4             | 662            |
| 4    | Bobby Roode             | 6             | 590            |
| 4    | Eddie Edwards           | 7             | 590            |
| 6    | Hernandez               | 5             | 421            |
| 7    | Karl Anderson           | 3             | 418            |
| 7    | Doc Gallows             | 3             | 418            |
| 9    | Davey Richards          | 5             | 413            |
| 10   | Ethan Page              | 1             | 401            |
| 10   | Josh Alexander          | 1             | 401            |
| 12   | Alex Shelley            | 3             | 357            |
| 12   | Chris Sabin             | 3             | 357            |
| 14   | Ace Austin              | 3             | 334            |
| 14   | Chris Bey               | 3             | 334            |
| 16   | Abyss                   | 2             | 330            |
| 17   | Brother Nero/Jeff Hardy | 3             | 474            |
| 17   | Matt Hardy/Broken Matt  | 3             | 474            |
| 19   | A.J. Styles             | 2             | 202            |
| 20   | Matt Morgan             | 2             | 197            |
| 20   | Crazzy Steve            | 1             | 197            |
| 22   | Tomko                   | 1             | 184            |
| 23   | Jessie Godderz          | 2             | 182            |
| 23   | Magnus                  | 2             | 182            |
| 23   | Robbie E                | 2             | 182            |
| 26   | Brian Myers             | 3             | 178            |
| 27   | Eric Young              | 4             | 165            |
| 28   | Chavo Guerrero          | 2             | 155            |
| 29   | Gunner                  | 1             | 140            |
| 30   | Kaz/Kazarian            | 3             | 136            |
| 30   | Christopher Daniels     | 2             | 136            |
| 32   | Deaner                  | 2             | 124            |
| 32   | Joe Doering             | 2             | 124            |
| 34   | Rhino                   | 2             | 123            |
| 35   | Brother Devon           | 2             | 122            |
| 35   | Brother Ray             | 2             | 122            |
| 37   | Samoa Joe               | 2             | 119            |
| 38   | Pentagón Jr.            | 1             | 106            |
| 38   | Fénix                   | 1             | 106            |
| 40   | Anarquia                | 1             | 97             |
| 41   | Scott Steiner           | 2             | 93             |
| 42   | Booker T                | 1             | 91             |
| 42   | Doug Williams           | 1             | 91             |
| 42   | Homicide                | 1             | 91             |
| 45   | Crimson                 | 1             | 90             |
| 46   | Dave Crist              | 1             | 81             |
| 46   | Jake Crist              | 1             | 81             |
| 48   | Austin Aries            | 1             | 76             |
| 49   | David Finlay            | 1             | 68             |
| 49   | Juice Robinson          | 1             | 68             |
| 51   | Heath                   | 1             | 62             |
| 52   | Kurt Angle              | 2             | 46             |
| 53   | Jay Briscoe             | 1             | 43             |
| 53   | Mark Briscoe            | 1             | 43             |
| 53   | Matt Taven              | 1             | 43             |
| 53   | Mike Bennett            | 1             | 43             |
| 53   | Flash Morgan Webster    | 1             | 43             |
| 53   | Mark Andrews            | 1             | 43             |
| 59   | Trey Miguel             | 1             | 55             |
| 59   | Zachary Wentz           | 1             | 55             |
| 61   | Kevin Nash              | 1             | 41             |
| 61   | Scott Hall              | 1             | 45             |
| 63   | Adam Jones              | 1             | 35             |
| 63   | Ron Killings            | 1             | 35             |
| 65   | Consequences Creed      | 1             | 26             |
| 65   | Jay Lethal              | 1             | 26             |
| 67   | Sting                   | 1             | 13             |
| 68   | Andrew Everett          | 1             | 2              |
| 68   | DJ Z                    | 1             | 2              |
| 68   | Eli Drake               | 1             | 2              |
| 71   | Trevor Lee              | 1             | 1              |